# ارنی پیترس
ارنست «ارنی» پیِترس (انگلیسی: Ernest "Ernie" Pieterse؛ زادهٔ ۴ ژوئیهٔ ۱۹۳۸ در پارو، کیپ‌تاون، درگذشتهٔ ۱ نوامبر ۲۰۱۷ در ژوهانسبورگ) رانندهٔ مسابقات اتومبیل‌رانی فرمول یک اهل آفریقای جنوبی بود که از فصل ۱۹۶۲ تا ۱۹۶۳، و دوباره در فصل ۱۹۶۵ در مجموع در سه گراند پری شرکت کرد، اما موفق به کسب هیچ امتیازی نشد.
پیترس در ۱ نوامبر ۲۰۱۷ در ژوهانسبورگ درگذشت.